# ۶ سیاه‌گوش
۶ سیاه‌گوش یک ستاره است که در صورت فلکی سیاه‌گوش قرار دارد.